# Dánio pruhované
Dánio pruhované (Brachydanio rerio) je sladkovodní kaprovitá ryba, pocházející z jižní Asie. Jedná se o drobnou rybku, oblíbenou mezi akvaristy, přezdívanou zebřička. Zároveň se používá jako významný modelový organismus v genetice a molekulární biologii.

## Popis
Dorůstá do délky až 5 cm. Tělo je podlouhlé, štíhlé, oválného, mírně ze stran stlačeného průřezu. Hřbet má zelenohnědou barvu. Na boku těla je pět rovnoměrných, pigmentovaných, vodorovných pruhů, které zasahují do konce paprsků ocasní ploutve. Hřbetní ploutev je žlutozelená, bíložlutě lemovaná. Břišní část je bílá, mírně nažloutlá. Řitní ploutev je výrazně pruhovaná.
Samice jsou plnější v bříšku a zbarvení mají modro stříbrné (pruhy), samci jsou štíhlejší, mají řitní ploutev zbarvenou do červena a na těle zlatomodré pruhování. Na těle dánií chybí postranní čára. U úst jsou dva páry vousků, každý pár má jinou délku. Vousky na horní čelisti končí uprostřed skřelí.

## Výskyt
Pochází z Asie – Pákistánu, Indie, Bangladéše, Nepálu a Barmy. Jako nepůvodní se vyskytuje v Kolumbii a USA (Kalifornie, Connecticut, Florida a Nové Mexiko), za což pravděpodobně může únik z akvárií.

## Ekologie
Dánia se obvykle vyskytují ve stojatých mělkých vodách, nebo ve vodách s velmi pomalým tokem, v zarostlých úsecích řek. Žijí v horní třetině vodního sloupce, nebo přímo u hladiny, ve velkých hejnech.
Jsou uzpůsobena na velké výkyvy v kvalitě a teplotě vody. Například pH bylo na různých místech výskytu naměřeno v rozsahu 5,9–8,5 a teplota vody 16–38 °C. Tyto rozdíly lze vysvětlit jak sezónností, tak i geografickými podmínkami. Díky toleranci na různé podmínky jsou dánia snadno chovatelná v zajetí. Průměrně se dožívají 3,5 roku, nejstarší jedinci se mohou dožít až 5,5 roku.

## Potrava
Ve volné přírodě se živí primárně širokým spektrem zooplanktonu a hmyzem. V menší míře se pak může živit i řasami, detritem a dalšími organickými materiály.

## Rozmnožování
Dánio v přírodě dospívá ve 3 měsících. Pokud se samice pravidelně nevytírá, může a to především v akvarijních chovech, dojít k zatvrdnutí jiker, zánětu vaječníků a následné sterilitě samice.
V přírodě probíhá tření sezónně v období monzunů, tedy od dubna do srpna. Dánia se vytírají v příbřežní oblasti (litorální pásmo). Nelepivé jikry rozptylují volně do vegetace. I když doba vylíhnutí závisí na teplotě vody, většina vajíček se vylíhne mezi 48 a 72 hodinami po oplodnění. Tloušťka chorionu a aktivita embrya také ovlivňují inkubační dobu. Potěr je při vylíhnutí přibližně 3 mm velký. Rodiče o své potomky nepečují.
Po vylíhnutí se všechna dánia vyvíjejí se samičím pohlavím. Rozlišovat se začnou po dovršení pěti až sedmi týdnů. Ustálení pohlaví záleží na množství potravy a rychlosti růstu – pomalu rostoucí jedinci se vyvinou v samce a rychle rostoucí v samice.

## Význam

### Akvaristika
Dánio pruhované je oblíbené mezi akvaristy jakožto odolná rybka, vhodná pro začátečníky. Populární je zejména díky nízké ceně, snadnému odchovu a široké dostupnosti.

### Vědecký a lékařský výzkum
Dánio je vědecky využíváno jako modelový organismus. Jeho genom byl plně sekvenován. Jeho embryonální vývoj je velmi rychlý a jeho embrya jsou relativně velká, robustní a transparentní a schopná vyvíjet se mimo tělo své matky.
Další výhody zahrnují téměř konstantní velikost druhu během rychlého vývoje, který umožňuje použití jednoduchých technik barvení. Dánio je také prokazatelně podobné savčím modelům a lidem v testování toxicity, cyklus spánku dánia je podobným savčímu. Dánia nicméně nejsou univerzálně ideální výzkumný model; existuje řada nevýhod jejich vědeckého použití, jako je přítomnost malých, ale důležitých rozdílů mezi dánii a savci v rolích některých genů souvisejících s lidskými poruchami.
Výzkum s použitím dánií přinesl pokrok v oblasti vývojové biologie, onkologie, toxikologie, teratologie, reprodukce, genetiky, neurobiologie, environmentálních věd, kmenových buněk, regenerativního lékařství, svalové dystrofie a evoluční teorie.

## Chov v zoo
V České republice je k vidění v zoo Ústí nad Labem.